# 387 Aquitania
387 Aquitania là một tiểu hành tinh khá lớn ở vành đai chính. Nó được xếp loại tiểu hành tinh kiểu S.
Tiểu hành tinh này do F. Courty phát hiện ngày 5.3.1894 ở Bordeaux và được đặt theo tên vùng Aquitaine của Pháp.
Đây là tiểu hành tinh thứ hai và là tiểu hành tinh chót do ông phát hiện.